# Вознесенка (Оконешниковский район)
Вознесенка — исчезнувшая деревня в Оконешниковском районе Омской области России. Входила в состав Андреевского сельского поселения. Упразднена в 1989 г.

## История
Основана в 1909 году. В 1928 году посёлок Вознесенский состоял из 93 хозяйств. Центр Вознесенского сельсовета Крестинского района Омского округа Сибирского края.

## Население
По переписи 1926 г. в посёлке проживало 430 человек (198 мужчин и 232 женщины), основное население — украинцы.